# 인터라켄 서역
인터라켄 서역(Interlaken West)은 스위스 베른주의 인터라켄 휴양 타운에 있는 기차역이다. BLS AG의 툰호선 상에 있으며 이 도시에 있는 두 개의 주요 역 중 하나이며, 다른 하나는 인터라켄 동역이다. BLS에서 직접 운영하는 열차 외에도 스위스 연방 철도와 독일철도의 여객 열차도 이 역에 도달할 수 있다.
역을 통과하는 노선은 표준궤이며 15kV AC에서 전기가 공급된다. 두 개의 선로가 있는데 역의 양쪽 끝에 있는 하나의 선로로 좁혀지며 각 선로는 옆 플랫폼에서 제공된다. 역 건물은 동쪽 플랫폼에 있다.
역은 또한 포스트버스 스위스가 제공하는 지역 버스망과 STI 교통회사가 제공하는 툰으로 가는 지역 버스 노선과의 환승을 제공한다. 툰 호수에 있는 BLS가 소유한 선박은 2.75km 길이의 인터라켄 선박 운하를 통해 접근할 수 있는 인터라켄 서역의 부두를 제공한다.

## 역사
인터라켄 서역은 원래는 그냥 인터라켄역으로 불렸다. 1872년 뵈델리 철도가 툰 호수의 달링엔에서 도달했을 때 이 도시에 처음으로 개통된 역이었다. 2년 후 철도는 인터라켄을 거쳐 인터라켄 졸하우스역을 경유하여 브리엔츠 호수에 있는 뵈니겐까지 확장되었다.
시간이 지남에 따라 졸하우스역은 브뤼닉 철도와 베르너 오버란트 철도가 운행하는 더 중요한 역이 되었다. 그 결과 인터라켄역은 인터라켄 서역으로 개명되었고, 인터라켄 졸하우스는 인터라켄 동역으로 개명되었다.

## 운행편
인터라켄 서역에서는 다음 서비스가 정차한다. 모든 동쪽/남쪽행 열차는 인터라켄 동역에서 끝난다.
- 유로시티 / 인터시티 / 인터시티 익스프레스 (ICE): 바젤 SBB까지 30분 간격으로 운행된다. 대부분의 북행 열차는 바젤에서 종착한다. 단일 유로시티는 함부르크-알토나로 계속 연결되고, 2개의 ICE는 베를린 동역으로 연결된다.
- 레기오익스프레스 : 츠바이지멘까지 하루에 4번의 열차 운행.